# St. Ambrosius (Riedheim)

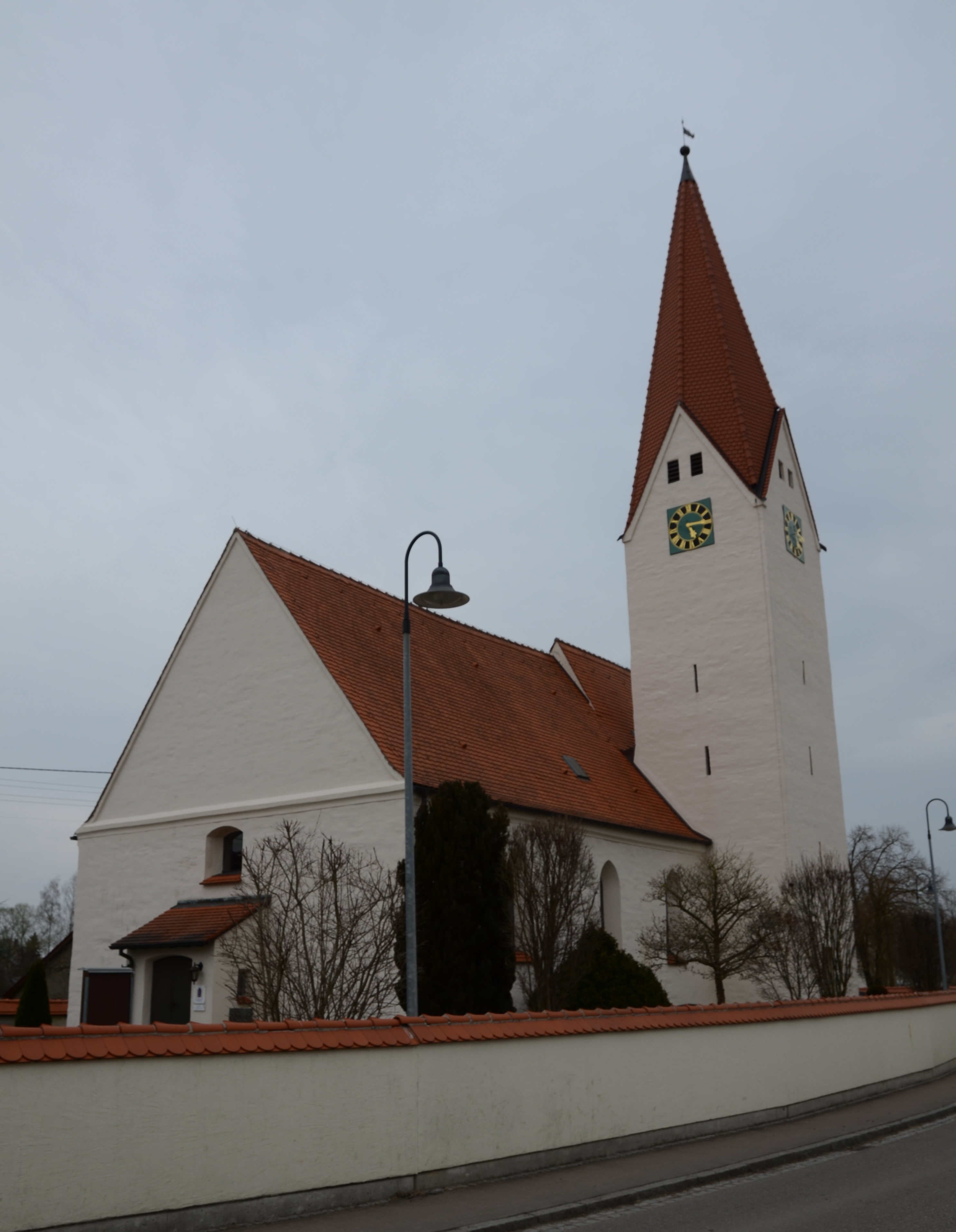
St. Ambrosius in Riedheim

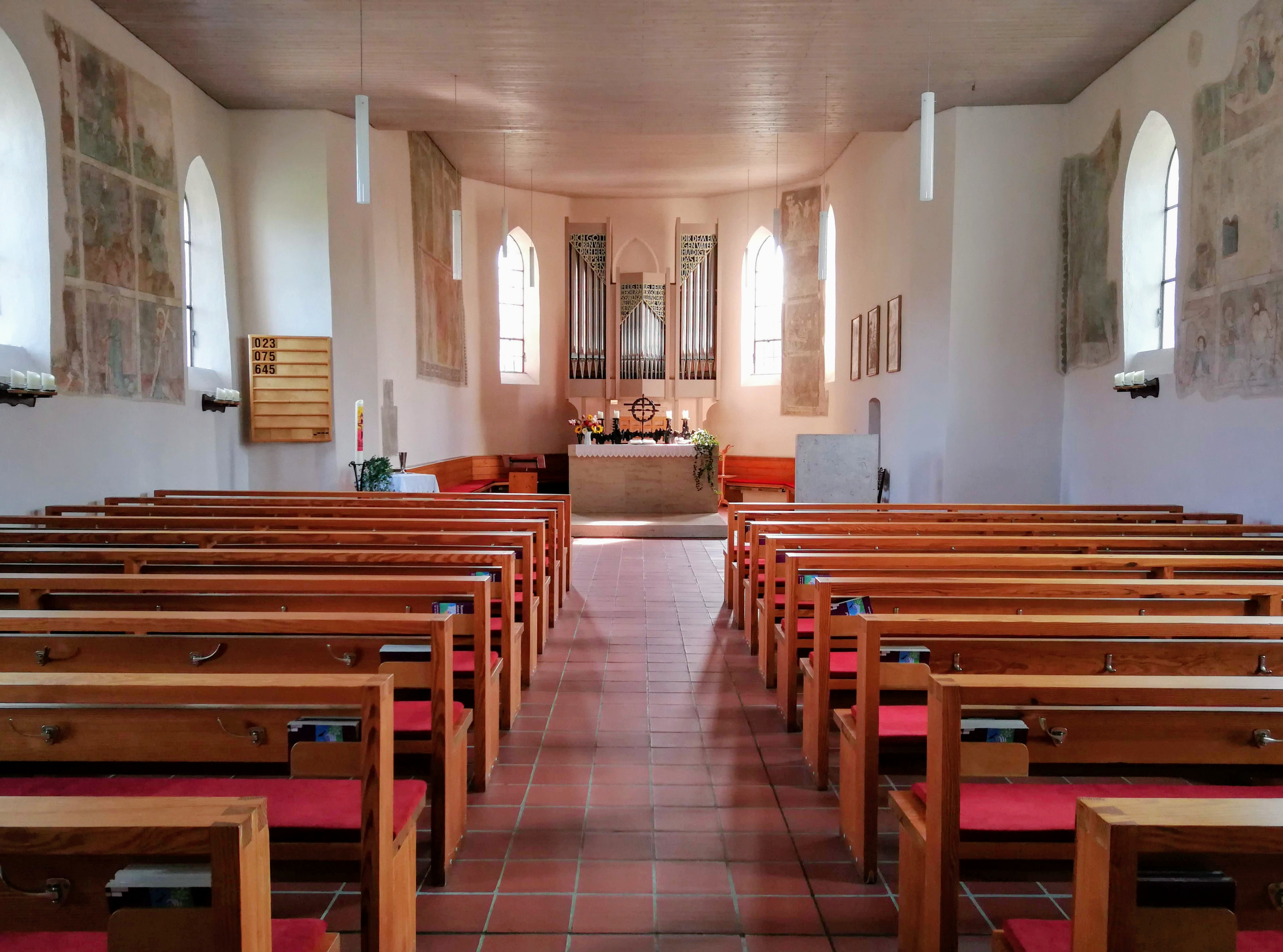
Blick vom Langhaus zum Altar und der Orgel

Die evangelisch-lutherische Pfarrkirche St. Ambrosius steht in Riedheim, einem Gemeindeteil von Leipheim im schwäbischen Landkreis Günzburg in Bayern. Das Bauwerk ist in der Liste der Baudenkmäler in Leipheim als Baudenkmal unter der Nr. D-7-75-155-36 eingetragen. Die Pfarrei gehört zum Dekanat Neu-Ulm des Kirchenkreises Augsburg der Evangelisch-Lutherischen Kirche in Bayern. Die Kirche trägt das Patrozinium des heiligen Ambrosius von Mailand.

## Beschreibung
Die spätgotische Saalkirche besteht aus einem Langhaus, einem eingezogenen, dreiseitig geschlossenen Chor im Osten und einem Chorflankenturm auf quadratischem Grundriss an der Südwand des Chors, in dessen Giebeln die Zifferblätter der Turmuhr und darüber die Klangarkaden für den Glockenstuhl angebracht sind. Darüber erhebt sich ein spitzer Helm.
Die Orgel hinter dem Altar wurde 2003 von Georg Weishaupt gebaut.